# Kyjevskosvjatošynský rajón
Kyjevskosvjatošynský rajón (ukrajinsky Києво-Святошинський район) byl rajón v Kyjevské oblasti na Ukrajině. Hlavním městem byl Kyjev a rajón měl přibližně 199 tisíc obyvatel. 

## Sídla v rajónu
- Bojarka
- Vyšneve
- Čabany